# پترا رامپر
 پترا رامپر (انگلیسی: Petra Rampre؛ زادهٔ ۲۰ ژانویهٔ ۱۹۸۰) یک تنیس‌باز اهل اسلوونی است.